# José Martínez de Sousa
José Martínez de Sousa (El Rosal, Pontevedra, 25 de octubre de 1933) es un bibliólogo, tipógrafo, ortógrafo, ortotipógrafo y lexicógrafo español. Fue presidente de la Asociación Internacional de Bibliología (AIB) desde 1998 hasta 2000 y actualmente es presidente de honor de la Asociación Española de Bibliología (AEB). Está considerado una de las máximas autoridades en tipografía, en ortotipografía y en bibliología.

## Biografía

### Infancia en Galicia
Nació en San Miguel de Tabagón, parroquia de El Rosal (Pontevedra), a orillas del Miño. Antes de cumplir los tres años, la familia se trasladó a Valdemiñotos, aldea a un kilómetro escaso tierra adentro. Debido a las penurias de la época, apenas pudo asistir unos meses a la escuela, ya que su ayuda hacía falta en casa para sobrevivir. Por las mañanas, tal y como cuenta en su autobiografía,[cita requerida] pastoreaba una vaca o una becerra, y por la tarde contribuía como podía al mantenimiento de la maltrecha economía doméstica.

### Adolescencia en Sevilla
En diciembre de 1943, con diez años de edad, se traslada a Sevilla junto a su madre; allí ella muere a los pocos meses, en febrero de 1944. Debido a ello es internado en un colegio para niños pobres y huérfanos llamado Hogar de San Fernando, un viejo edificio de la calle Cardenal Cervantes, regido por las Hijas de la Caridad. En 1948 fue trasladado a un nuevo colegio, de idéntico nombre, esta vez en la calle Don Fadrique, en el popular barrio sevillano de la Macarena, regido por los salesianos. En octubre de 1950 ingresó en el taller escuela de artes gráficas del colegio, donde comenzó sus estudios de tipografía y el oficio de cajista.

### Juventud
En agosto de 1952 salió del colegio y volvió a El Rosal; pero pronto tuvo que abandonarlo de nuevo, esta vez para ingresar voluntariamente en el Ejército, en Madrid, donde permaneció tres años, uno de ellos como topógrafo y dos como tipógrafo. La continuidad de sus estudios de tipografía fue lo que le aconsejó el ingreso en el Ejército como voluntario. Lo que nunca supo fue si el envío a practicar la topografía en vez de la tipografía fue producto de una confusión.

### Trayectoria profesional en Barcelona
Al término del compromiso con el Ejército, en 1955, se orientó hacia la práctica de la tipografía. En 1957 se trasladó a Barcelona y en mayo de ese año ingresó en Editorial Bruguera, en la que permaneció hasta octubre de 1965. De aquí pasó a La Vanguardia, donde estuvo dos años y medio, y a Tele/eXpres, solo tres meses. A principios de 1966 ingresó como eventual en la Editorial Labor, de la que pasó a ser empleado fijo en 1968, después de salir de La Vanguardia. En la Editorial Labor permaneció veinticinco años y allí publicó su obra Diccionario de tipografía y del libro (1974), primera de una larga serie de veinte títulos que se convirtieron en obras de referencia en español sobre ortotipografía y bibliología, y cuyos criterios en muchos casos fueron adoptados con posterioridad en libros de estilo de editoriales y en diccionarios de dudas.
De su paso por Labor señala que en diciembre de 1993 la editorial, que desde años antes sufría una crisis persistente (agravada desde que Telepublicaciones colocó a sus encargados en los puestos claves de la empresa), decidió prescindir de los servicios de varios empleados, entre los cuales se hallaba Martínez de Sousa. Finalmente, en 1995 aceptó el puesto de lexicógrafo de la editorial Biblograf, editora de los famosos diccionarios Vox, y en 1997, terminado su compromiso, abandonó la vida laboral activa.

### Maestro sin maestros
Martínez de Sousa, hoy día maestro indiscutido en su ámbito, es, más allá de los campos de la tipografía y las artes gráficas (en los que recibió formación profesional reglada), un autodidacto, como él mismo reconoce: «Todos mis conocimientos profesionales son absolutamente autodidactas. Aprendí por mi cuenta (y riesgo) lo que necesité cuando me hizo falta. Algunos de mis libros, ciertamente, aparecieron por mis propias necesidades de conocimientos concretos».

## Obra
Martínez de Sousa ha publicado una obra ingente en los treinta y tres años que separan su primera obra de la última. A finales de 2006 el número de obras, sin contar artículos, cursos, cursillos, conferencias, etcétera, alcanzaba la cifra de veintidós, de las cuales trece tienen la forma de diccionario. En los últimos años está refundiendo su obra con la idea de tratar cada tema en una sola obra extensa. Por ejemplo, los temas relacionados con el estilo los ha agrupado en el Manual de estilo de la lengua española (MELE); los de tipografía, bibliología y periodismo quedan agrupados en la tercera edición del Diccionario de bibliología y ciencias afines; los de ortografía y ortotipografía, en Ortografía y ortotipografía del español actual, y los de dudas del lenguaje, en el Diccionario de usos y dudas del español actual.
A lo largo de su vida profesional Martínez de Sousa ha colaborado, en calidad de autor, con diversas editoriales, como Bruguera, Labor, Pirámide, Paraninfo, la Fundación Germán Sánchez Ruipérez, Ediciones Generales Anaya, Visor y Biblograf. Sin embargo, desde 1999 hasta la actualidad Ediciones Trea, de Gijón, ha publicado todas sus obras en venta, sean primeras ediciones o reediciones, menos dos que edita Pirámide: el Diccionario de redacción y estilo y el Manual de edición y autoedición.
Su primera obra, el Diccionario de tipografía y del libro, apareció en 1974. La primera idea para su escritura se la sugirió la ausencia de bibliografía útil sobre tipografía y bibliología a partir de los años cincuenta del siglo pasado. La bibliografía especializada era escasísima, los temas no estaban cubiertos con los libros disponibles y en las bibliotecas no existían demasiadas fuentes para el estudio de la tipografía y las ciencias afines. Solo en 1961 el Diccionario de dudas y dificultades de la lengua española de Manuel Seco vino a paliar la situación, pero solo en lo relacionado con el lenguaje. Faltaban obras que atendieran a las necesidades en tipografía, en ortotipografía y en los varios aspectos cubiertos por la bibliología.
A comienzos de 1974 apareció en las librerías la primera edición de una obra que llegaría hasta la cuarta. Posteriormente aparecieron las siguientes obras:
- Dudas y errores de lenguaje, cinco ediciones entre 1974 y 1992 (agotada);
- Diccionario internacional de siglas, 1978; segunda edición, con el título de Diccionario internacional de siglas y acrónimos, 1991 (agotada);
- Diccionario general del periodismo, 1981; segunda edición, con el título de Diccionario de información, comunicación y periodismo, 1992 (agotada);
- Diccionario de ortografía, 1985 (agotada);
- Diccionario de ortografía técnica, 1987 (agotada; su contenido se reintegró parcialmente en Ortografía y ortotipografía del español actual);
- Pequeña historia del libro, tres ediciones entre 1987 y 1999, y una en 2010;
- Diccionario de bibliología y ciencias afines, 1989; segunda edición, 1993 (agotada; reeditada, muy aumentada y puesta al día, en el 2004);
- Reforma de la ortografía española: estudio y pautas, 1991 (agotada);
- Diccionario de redacción y estilo, tres ediciones entre 1993 y 2003.
- Manual de edición y autoedición, 1994 (cuatro reimpresiones); segunda edición, 2005;
- Diccionario de lexicografía práctica, dos ediciones en 1995 (agotada);
- Diccionario de ortografía de la lengua española, 1995; segunda edición, 2000 (agotada);
- Diccionario de usos y dudas del español actual (conocido por DUDEA), tres ediciones en Biblograf entre 1996 y 2001; tres ediciones en Círculo de Lectores entre 1998 y 1999; una tirada especial de 50 000 ejemplares para México en el 2003; actualmente en proceso de revisión de sus contenidos para su futura edición en Ediciones Trea);
- Manual de estilo de la lengua española (conocido por MELE), 2000; segunda edición, 2003 (MELE 2); tercera edición, 2007 (MELE 3); cuarta edición, 2012 (MELE 4);
- Diccionario de edición, tipografía y artes gráficas, 2001 (agotada; su contenido se reintegró en el Diccionario de bibliología y ciencias afines);
- Libro de estilo Vocento, 2003;
- Ortografía y ortotipografía del español actual (OOTEA); 2004; segunda edición, 2008 (OOTEA 2); tercera edición, 2014 (OOTEA 3);
- Diccionario de bibliología y ciencias afines, 2004 (de hecho, es la tercera edición de la obra del mismo título editada por primera vez en 1989; acumula el contenido del Diccionario de edición, tipografía y artes gráficas);
- Antes de que se me olvide, 2005;
- La palabra y su escritura, 2006;
- Diccionario de uso de las mayúsculas y minúsculas, 2007.

### Artículos, conferencias, cursos
Es notable también la cantidad de conferencias pronunciadas y los cursos, cursillos, críticas, prólogos, artículos, etcétera, impartidos o escritos a lo largo de su vida profesional y aun después (el texto de los más importantes se recoge en La palabra y su escritura). En Antes de que se me olvide (pp. 185-205) se proporciona una lista muy completa de las fechas y lugares en que ha dado estas conferencias y cursos. Se ha relacionado también con las siguientes universidades españolas: Barcelona, Autónoma de Barcelona, Pompeu Fabra (Barcelona), Autónoma de Madrid, Alfonso X el Sabio (Madrid), León, Santiago de Compostela, Granada, Salamanca, Zaragoza, La Coruña, Jaume I (Castellón). También ha dado clases durante varios cursos en el Máster de Edición de Santillana (Madrid) y en la Escuela de Medios de La Voz de Galicia (La Coruña). Fue director técnico del primer Curso de Posgrado en Lexicografía y Obras Enciclopédicas, impartido en la Universidad de Barcelona, del cual fue director académico el catedrático Carlos Martín Vide. Ha colaborado en El País (Madrid) y en varias revistas, especialmente en Gráficas.

### Temas
Los temas que Martínez de Sousa ha tratado en sus obras se pueden resumir en los siguientes cuatro:
- Tipografía. En el campo de la ortotipografía considera que, como nuestras normas ortotipográficas vienen del francés, a través del alemán y no del inglés, está justificado afirmar que ortotipográficamente «pensamos en francés».[7]
- Ortografía (usual, técnica, tipográfica).
- Lenguaje (usos y dudas, redacción, estilo, siglas).
- Bibliología (edición, lexicografía, historia del libro, periodismo).

## Reconocimientos y relación con la Academia
En 1991, durante el X Coloquio Internacional de Bibliología, fue nombrado presidente de honor del Comité Español de la Asociación Internacional de Bibliología (con sede en París), hasta 1997. De 1997 a 2000 fue presidente de la Asociación Española de Bibliología (AEB), con sede en Salamanca. De 1998 a 2000, presidente de la Asociación Internacional de Bibliología (AIB). En 2000 fue elegido presidente de honor de la Asociación Española de Bibliología (AEB). En 2003, en tres ocasiones distintas, la Academia quiso saber si Martínez de Sousa aceptaría el nombramiento de académico correspondiente en Cataluña, su lugar de residencia. La respuesta fue negativa, lo cual se interpretó posteriormente como que renunciaba a ser académico, pero él mismo explica que esta interpretación es errónea: «A mí me propusieron ser académico correspondiente en Cataluña, que es algo así como un nombramiento de segunda, un cargo que tiene obligaciones pero que no tiene honores. [...] Esto ya se lo expliqué a ellos: si yo merezco pertenecer a la Academia, pues que sea con todas las consecuencias y con todos los honores». Él no ha renunciado a ser elegido académico porque nunca se lo han propuesto. Sí lo han propuesto otros, como las recogidas de firmas que varias veces ya se han dado en Internet, como lo han propuesto otras personas como, por ejemplo, Antonio Papell, el 22 de diciembre de 2002 en los medios de comunicación social escritos del Grupo Correo (hoy Vocento).
Es cierto que desde 1984 Martínez de Sousa ha sido siempre crítico con la Academia, pero nunca negativamente. No es cierto, como dicen algunos académicos,[¿quién?] que «habla mal de la Academia».[cita requerida] Sí lo es que critica positivamente la labor académica expresada materialmente en sus obras, como son la Ortografía, la Gramática y los diccionarios (el DRAE, el del estudiante y el esencial, además del DPD).
En 2005 fue nombrado socio de honor de la Asociación Española de Traductores, Correctores e Intérpretes (Asetrad).
El 23 de abril de 2007, en un acto solemne, le fueron entregadas la medalla, la placa y la insignia del Ateneo de Madrid. Martínez de Sousa firmó en el libro de honor de la institución.